# Uneigentlichkeit (Literaturwissenschaft)
Uneigentlichkeit ist eine Redeweise, in der ein sprachlicher Gegenstand etwas anderes bedeutet als der Wortlaut besagt.
Der Begriff entstammt der Rhetorik (Improprietas). Er ist von der Indirektheit abzugrenzen und der Gegenbegriff zur Eigentlichkeit / Wörtlichkeit.
Rüdiger Zymner unterscheidet im Bereich der literarischen Uneigentlichkeit drei Teilbereiche: den textuellen Mikrobereich der Tropen, also etwa Metapher, Ironie, Metonymie,
Synekdoche usw., den textuellen Mittelbereich der partiellen Uneigentlichkeit (z. B. in bildgleichen oder -ungleichen Metaphernkomplexen oder auch in allegorischen Textpassagen) und den textuellen Makrobereich der Uneigentlichkeit von Ganztexten (wie etwa die Parabel und manche Formen der Fabel).